# 夏綠蒂·休斯 (超級人瑞)
夏綠蒂·休斯（英語：Charlotte Hughes，1877年8月1日—1993年3月17日）是一名英國超級人瑞，曾是英國有史以來的最年長者，这一记录直到2025年才由埃塞尔·凯特勒姆超越。
在她去世的時候，她是继讓娜·卡爾芒和德爾菲亞·威爾福德（Delphia Welford）後人類史上排名第三的最年長者。她於維多利亞女王在位的第四十年出生於哈特爾普爾，一生生活在6位英國君主和24位英國首相的統治下。